# Île-Molène
Île-Molène, Bretons: Molenez, is een gemeente in het Franse departement Finistère, in de regio Bretagne. De plaats maakt deel uit van het arrondissement Brest.

## Geografie
De gemeente valt samen met het eiland Molène en een twintigtal omliggende eilandjes voor de Bretonse kust. 
De onderstaande kaart toont de ligging van Île-Molène met de belangrijkste infrastructuur en aangrenzende gemeenten.

## Demografie
Onderstaande figuur toont het verloop van het inwonertal (bron: INSEE-tellingen).